# حرير الراجشاهي
 حریر الراجشاهي(بالإنجليزية:  Rajshahi silk)‏ هو اسمٌ یطلق على منتجات الحرير التي تُصنع في منطقة راجشاهي في بنغلادش
ویعتبر الحریر الراجاشهي مشهورا لأنه نسیجٌ عالي الجودة ویستخدم في صناعة الملابس وخاصة الساري.

## التاریخ
تعود بدایة إنتاج الحریر في المنطقة للقرن الثالث عشر.
وكان معروفا آنذاك بالحریر البنغالي أو حریر الغانج، بدأت الحكومة الباكستانیة إنتاج الحریر في راجشاهي عام 1952.
كان مصنع حریر الراجشاهي مللكً للدولة حیثُ أسس عام 1961.
وفي عام 1978 سُلم لمجلس تنمیة بنغلادش لانتاج الحریر من خلال تربیة دودة القز، ومنذ ذاك الوقت كانت الخسارة.
أغلق المصنع في 30-تشرین الثاني /نوفمبر -2002 قبل أن یتم إنتاج 2002300 طن من خیوط (الیاف) الحریر.
سنة 2011، اعرب وزیر المالیة في بنغلادش عبد المعال عبد المهیث
عن اهتمامه بإعادة فتح مصنع حریر الراجشاهي، ولكن لجنة الخصخصة رفضت ذلك على اساس انه كان مصدرا للخسارة.

## أنواع

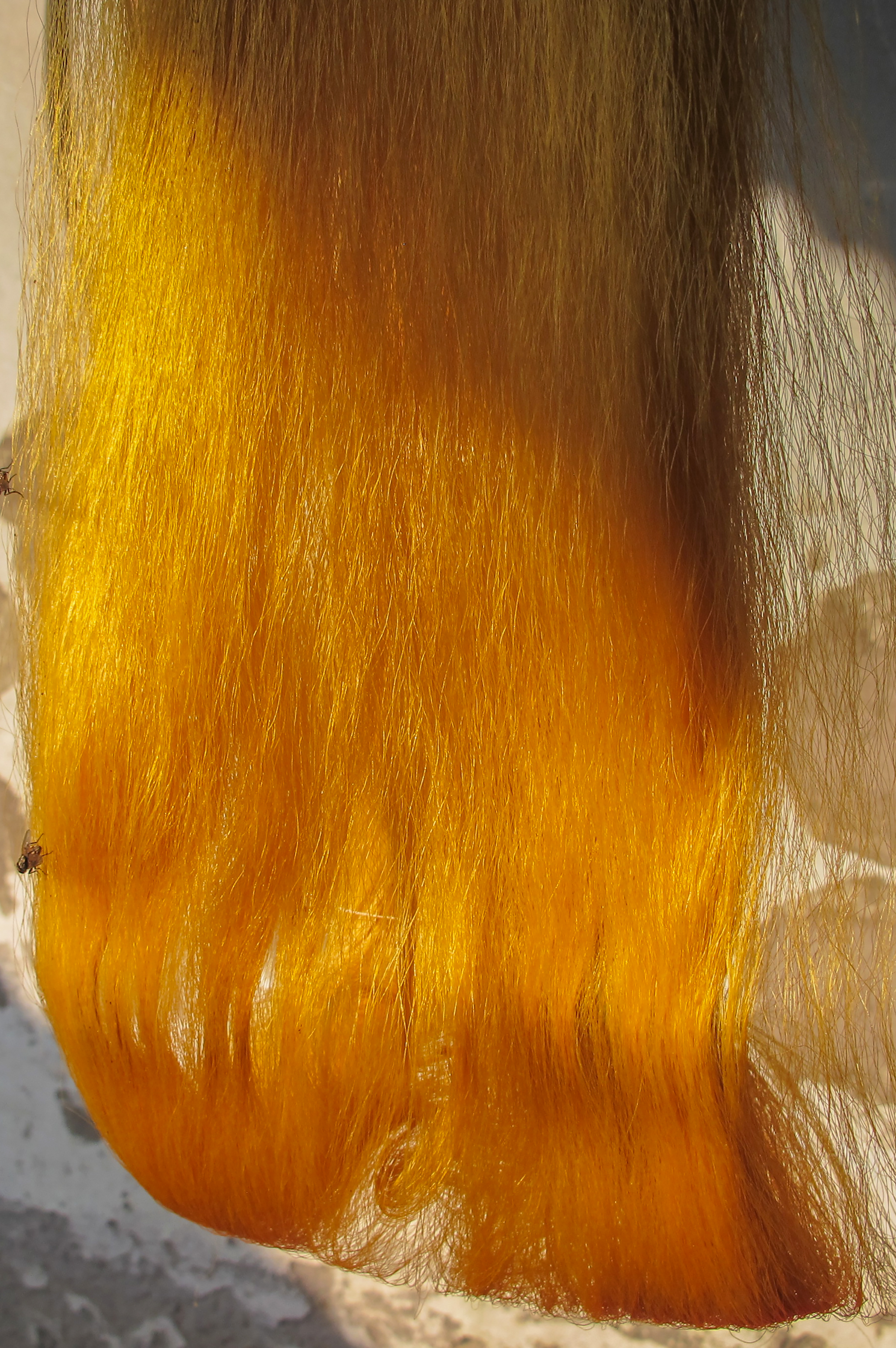
الياف احرير الراجشاهى.

حریر الراجاشهي كغیره من أنواع الحریر الأخرى مصنوع من شرنقة دودة القز حیث تغطى الالیاف الصغیرة جدا الناتجة بمادة السیریسین (صمغ الحریر).
•هناك ثلاث أنواع رئیسة للحریر:
1-mullbury silk (الحریر المصنع من شرنقة دودة القز التي تتغذا على اورراق التوت).
2-Eri silk (وهو الحریر المصنع من شرنقات دودة القز التي تتغذا على اوراق نبتة الخروع).
3- tussar silk (الحریر المصنع من شرنقة دودة القز التي تتغذا على العثة)
•من بین هذه الاصناف، یعتبر mullbery silk هو الأفضل وبتالي هو الأكثر قیمة.
تحضى ملابس مثل الساري المصنوع من حریر الراجاشهي، بشعبیة كبیرة في جمیع أنحاء بنغلادش.
یباع نسیج (الالیاف)الحریر الراجاشهي للمصممین ویتوفر بمختلف الالوان والتصامیم.

## أهمية
في عام 2011 كان هناك سبع مصانع حریر وایضا معهد بنغلادش للبحوث والتدريب في مجال تربية دودة القز لإنتاج الحریر، في راجاشهي.
معظم الحریر في بنغلادش تنتجة اماكن تسمى اماكن انتاج الحریر من دودة القز.
حوالي 100,000 من الاشخاص بشكل مباشر أو غیر مباشر یعملون في هذا القطاع تمثل كل من نقابة العمال واتحاد صناعة الحریر الراجاشهي، العمال في مجال صناعة الحریر.

## معرض الصور

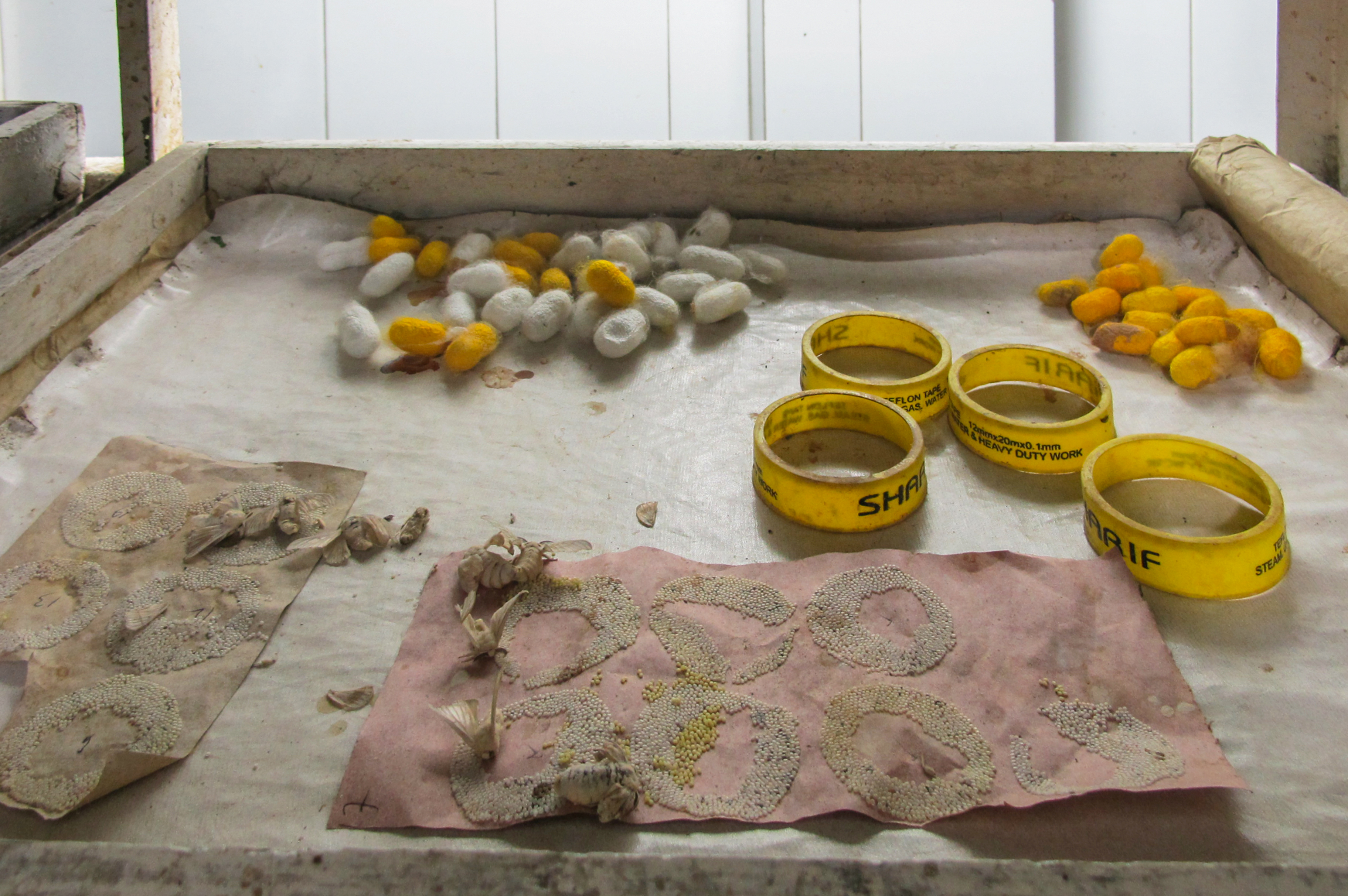
شرنقة دودة القز
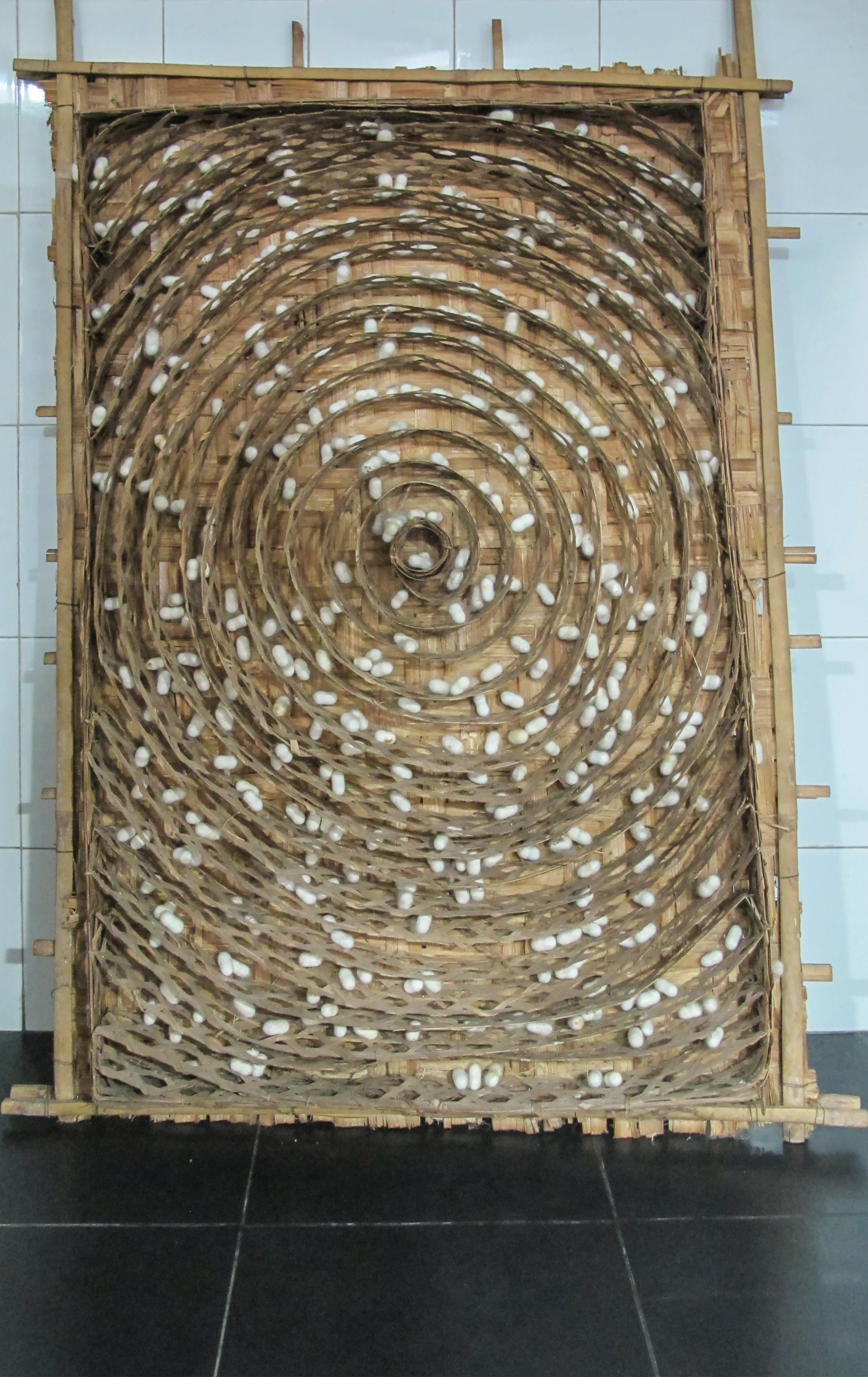
شرنقة دودة القز
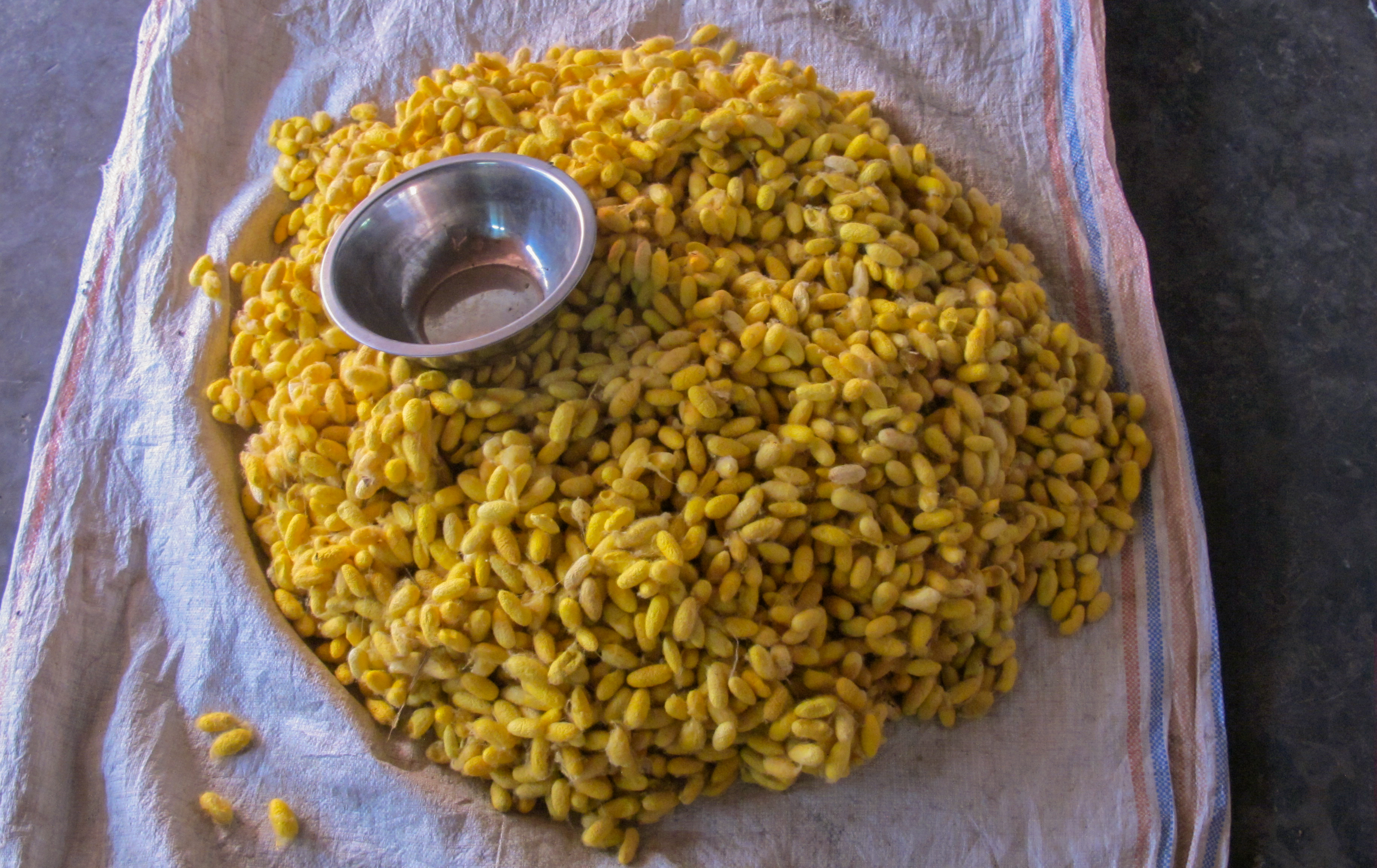
شرنقة دودة القز
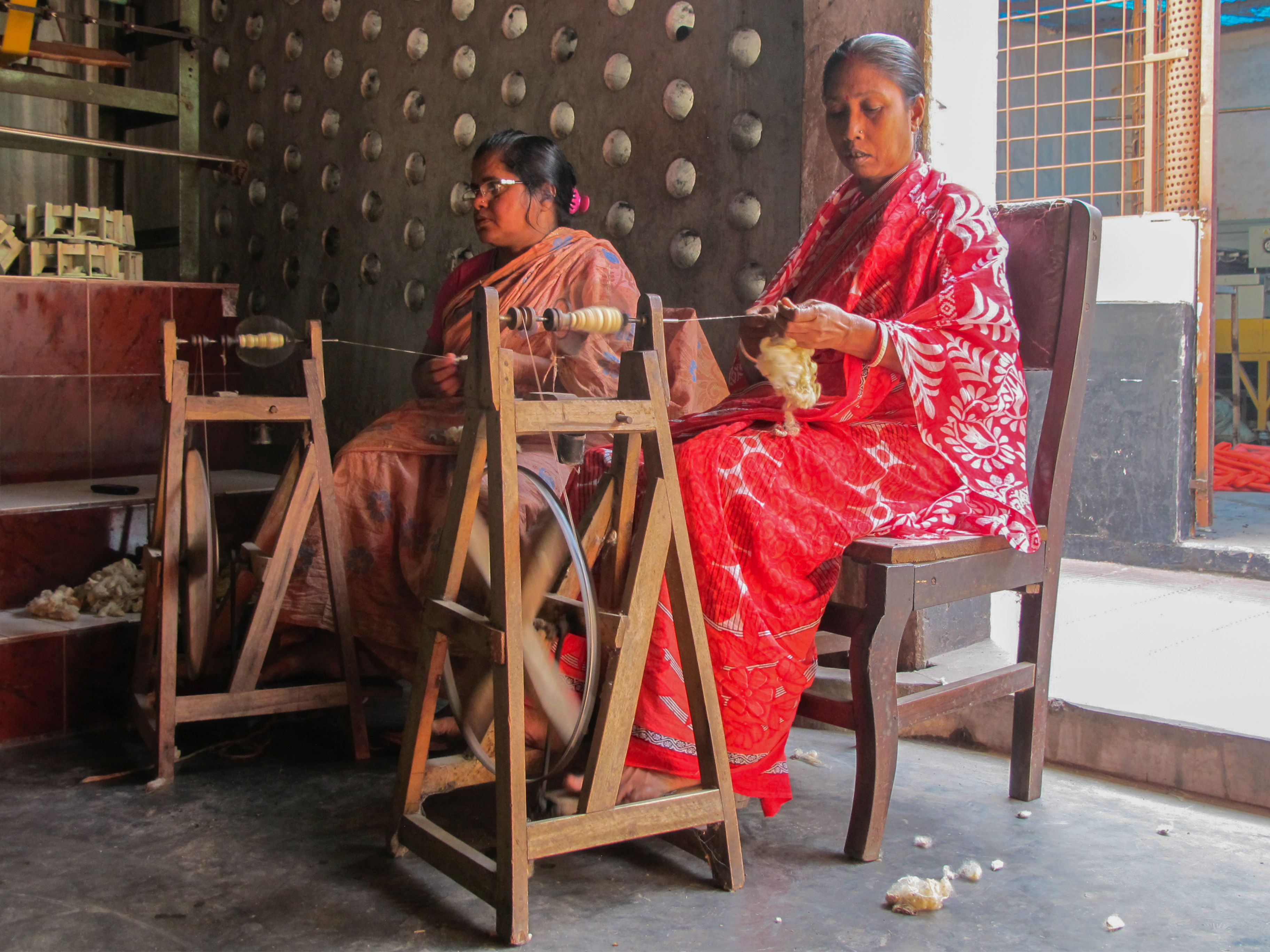
حياكة الحرير الراجاشهي
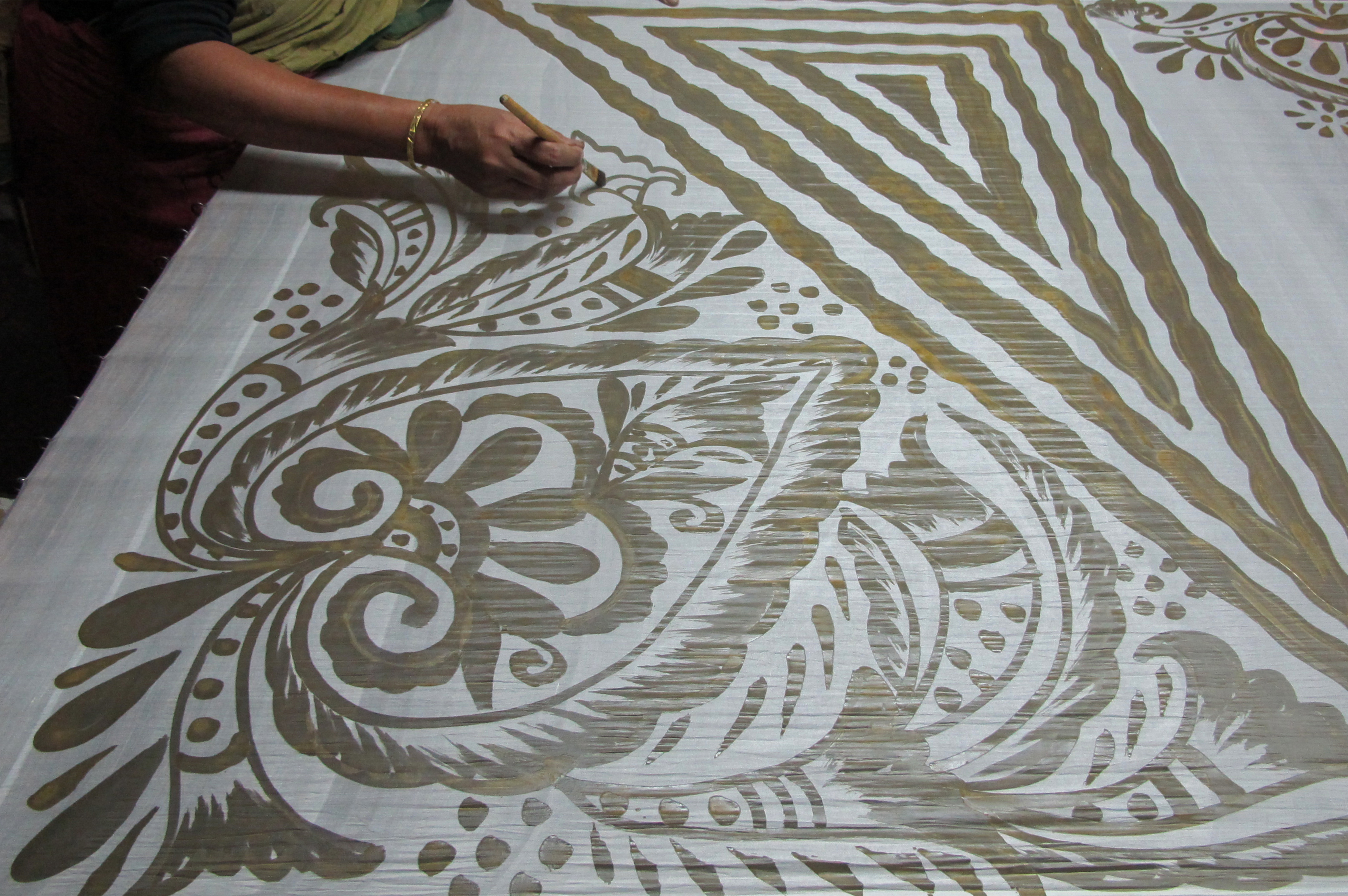
حياكة الحرير الراجاشهي